# Microregiunea Komárom
Microregiunea Komárom (în maghiară Komáromi kistérség) a fost o microregiune statistică (kistérség) din județul Komárom-Esztergom, Ungaria.
Cu o populație de 40.107 locuitori și o suprafață de 378,76 km2, aceasta a existat până în 2014, când în Ungaria, microregiunile ”kistérségek” au fost înlocuite de districte (járások).